# سهم الماء الأغيناشي
سهم الماء الأغيناشي (الاسم العلمي:Sagittaria aginashii) هو نوع من النباتات يتبع جنس سهم الماء من الفصيلة المزمارية.